# Héctor Babenco

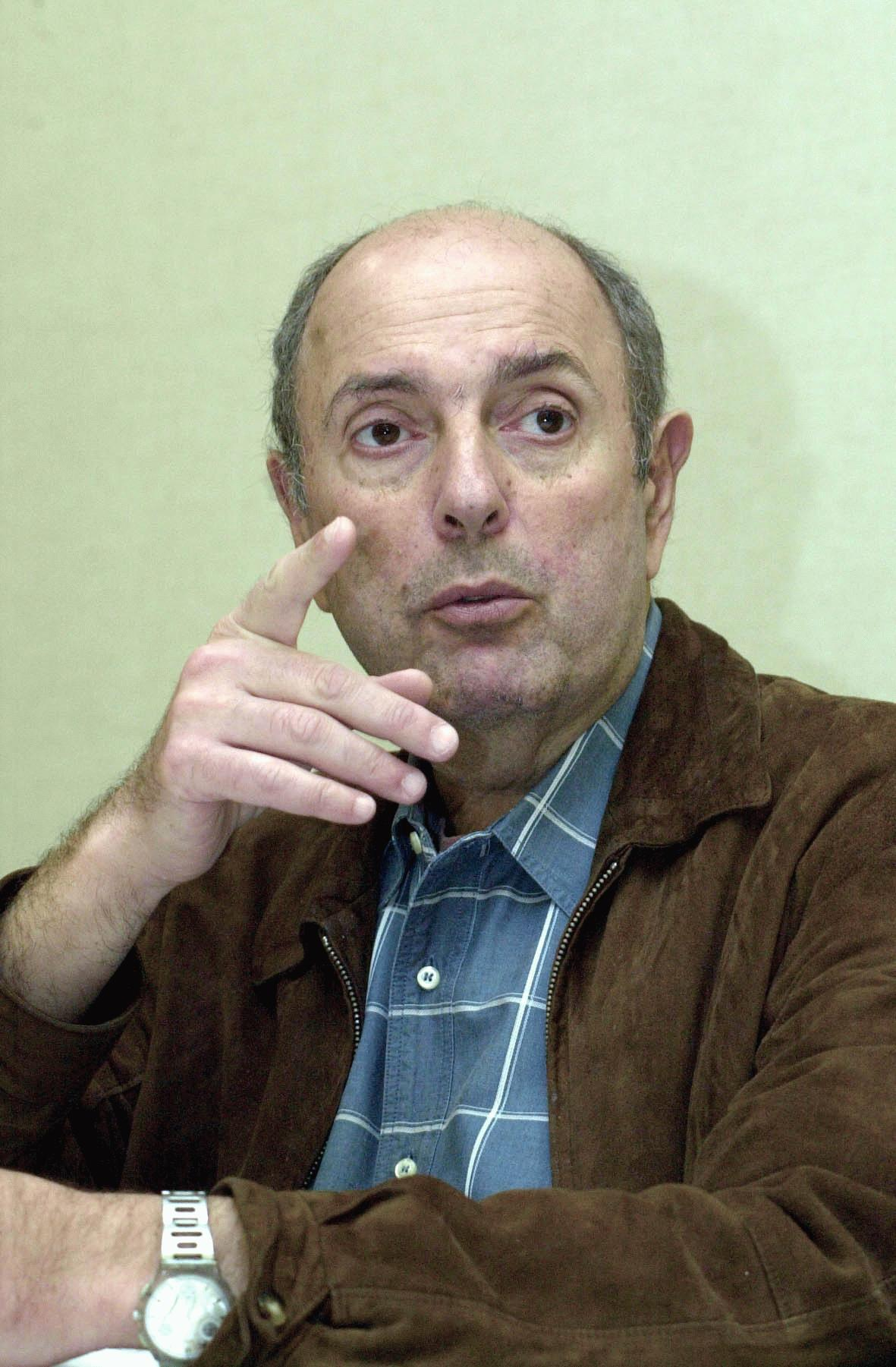
Héctor Babenco (2003)

Héctor Eduardo Babenco (* 7. Februar 1946 in Mar del Plata, Argentinien; † 13. Juli 2016 in São Paulo, Brasilien) war ein argentinisch-brasilianischer Filmregisseur.

## Leben
Héctor Babenco wurde als Sohn jüdischer Emigranten ukrainischer und polnischer Herkunft in Buenos Aires geboren. Mit 18 Jahren begann er sich für Beat-Autoren und existentielle Philosophie zu interessieren. Sieben Jahre tingelte er durch Afrika, Europa und Nordamerika und arbeitete u. a. als Komparse in spanischen und italienischen Spaghettiwestern.
Schließlich kam er 1969 nach Brasilien, wo ihn das neue brasilianische Kino („cinema novo“) faszinierte. Obwohl er wusste, wie gefährlich dies unter der seit 1964 herrschenden Militärdiktatur werden konnte, entschloss er sich, Filmemacher zu werden. Die scharfe Zensur der Junta hatte viele brasilianische Regisseure ins Exil getrieben. Babenco blieb und erlernte das Filmhandwerk beim Drehen von Kurz- und Dokumentarfilmen, darunter O Fabuloso Fittipaldi (über Emerson Fittipaldi) sowie von Werbespots. 1975 drehte er mit O Rei da Noite („König der Nacht“) seinen ersten Kinofilm. 1978 verfilmte er den zwei Jahre zuvor erschienenen Roman Lúcio Flávio über den gleichnamigen Bankräuber in Rio de Janeiro und das Wüten der Todesschwadrone. Daraufhin sah er sich heftigen Angriffe ausgesetzt (er bagatellisiere Verbrechen und verkläre Verbrecher zu Helden, hieß es) und sogar Todesdrohungen. Trotz der Kontroversen erzielte der Film das viertbeste Einspielergebnis der brasilianischen Filmindustrie aller Zeiten und verhalf dem „português brasileiro“ als Sprache des „cinema novo“ zu einer Renaissance.
International bekannt wurde Babenco 1981 durch den Film Asphalt-Haie mit Fernando Ramos Da Silva und Marília Pêra, in dem er das triste und ausweglose Leben brasilianischer Straßenkinder zeigte. Der Film ist de facto eher eine Dokumentation als ein Spielfilm, da seine Protagonisten tatsächlich heimatlose Kinder sind. Der Hauptdarsteller, Fernando Ramos Da Silva, wurde 1987 im Alter von 19 Jahren in São Paulo von der Polizei erschossen.
Asphalt-Haie war für Babenco die Eintrittskarte nach Hollywood. Gleich sein erster Film dort, Kuß der Spinnenfrau (1985), war ein voller Erfolg. Hauptdarsteller William Hurt gewann den Oscar und Babenco wurde für die beste Regie nominiert. Wenngleich er weiterhin Filme in den USA drehte, darunter Wolfsmilch (1987) mit Jack Nicholson und Meryl Streep, so machte ihm die anmaßenden Überheblichkeit mancher Produzenten in Hollywood mehr und mehr zu schaffen.
Sein Wunsch nach künstlerischer Freiheit führte ihn schließlich nach Brasilien zurück. Dort drehte er u. a. 2003 Carandiru, einen Film über das berüchtigte Gefängnis im gleichnamigen Stadtteil im Norden von São Paulo, die Casa de Detenção de São Paulo. Dort hatte die Polizei 111 Gefangene getötet, als sie 1992 einen Häftlingsaufstand niederschlug („Carandiru-Massaker“). 2007 drehte er O Passado („Die Vergangenheit“) nach dem gleichnamigen Roman von Alan Pauls.
Héctor Babenco war zuletzt mit der brasilianischen Schauspielerin Bárbara Paz verheiratet.

## Juror bei Filmfestspielen
Héctor Babenco war mehrfach Mitglied der Jury bei Filmfestspielen, u. a. in:
- Cannes 1989
- Venedig 1998
- Berlin 2001

## Filmografie

### Regisseur
- 1973: O Fabuloso Fittipaldi
- 1975: O Rei da Noite
- 1997: Lúcio Flávio, o Passageiro da Agonia
- 1980: Asphalt-Haie (Pixote, a lei do mais fraco)
- 1984: A Terra é Redonda Como uma Laranja
- 1985: Kuß der Spinnenfrau (Beijo da al mulher aranha)
- 1987: Wolfsmilch (Ironweed)
- 1991: Ein Pfeil in den Himmel (At play in the fields of the Lord)
- 1996: Corazón iluminado
- 2003: Carandiru
- 2006: Carandiru, Outras Histórias (2 Folgen)
- 2007: El Pasado

### Produzent
- 1987: Bésame mucho

### Darsteller
- 1999: The Venice Project – Regie: Robert Dornhelm
- 2000: Before Night Falls – Regie: Julian Schnabel